# Korvetten Dagmar
Korvetten Dagmar var en dansk skruekorvet, der løb af stablen fra Orlogsværftet den 1. november 1861. Skibet sejlede en del togter til Middelhavet og Dansk Vestindien. Sidstnævnte sted var det udstationeret i fem vintre, før det i 1886 gennemgik en hovedreparation. Fra 1887 og frem til det udgik af flåden den 5. juli 1901 fungerede skibet som skoleskib og gjorde adskillige Middelhavstogter, blandt andet deltog det i fejringen af 400-året for Vasco da Gamas opdagelse af søvejen til Indien i 1898.
 
Skibet ophuggedes i 1901, men dets takkelage blev i 1909 brugt til Fregatten Jylland.

## Henvisning
- Larsen, Kay. Vore Orlogsskibe fra Halvfemserne til nu, Nyt Nordisk Forlag, 1932.